# Efeito dominó

Vídeo ilustrando um "efeito dominó".

O efeito dominó, efeito em cascata ou efeito em cadeia sugere a ideia de um efeito ser a causa de outro efeito gerando uma série de acontecimentos semelhantes de média, longa ou infinita duração.
Um círculo vicioso consiste na repetição sistemática de uma série de acontecimentos que dão origem a outra sequência semelhante, gerando um efeito dominó sem fim. 
O termo efeito dominó é uma alusão a uma brincadeira ou passa-tempo que consiste na colocação de diversos dominós em pé numa fileira de modo que se o primeiro for derrubado com um simples toque, um derruba o outro até que todos sejam derrubados.
É comum usar os termos na ciência, quando processos acontecem de forma a desencadear outros processos recursivamente e também no jornalismo, para informar acontecimentos que desencadeiam uma série de outros acontecimentos.
A expressão Teoria Dominó, que utiliza a imagem de uma peça derrubar a seguinte, foi também utilizada durante a Guerra Fria pelos Estados Unidos para apoiar países que lutassem contra insurreições comunistas, com base na ideia de que se um país caísse, os seus vizinhos cairiam em seguida.